# Landtag del Meclemburgo-Pomerania Anteriore
Il Landtag del Meclemburgo-Pomerania Anteriore (Dieta statale del Meclemburgo-Pomerania Anteriore) è l'assemblea legislativa monocamerale dello stato tedesco del Meclemburgo-Pomerania Anteriore, composta da 79 membri. La sede del parlamento è il Castello di Schwerin.